# Franquemont

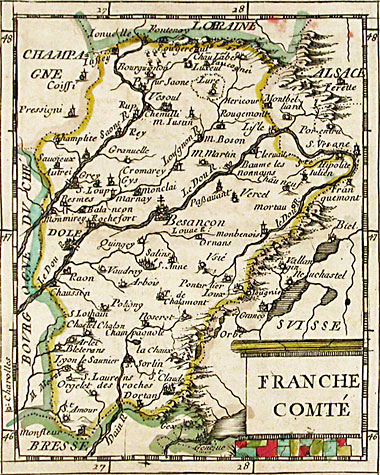
1662 carte de la Franche-Comté par Pierre Duval.

Au Moyen Âge, Franquemont est une seigneurie située sur les deux rives du Doubs, lesquelles sont dominées par le  château de Franquemont. La seigneurie comprend alors les rives du Theusseret jusqu’au Moulin du Plain, le vallon, les moulins, les hameaux et villages de Gourgouton, Montbaron, Vautenaivre, Beaujour et Goumois.

## Histoire
En 1247, Thierry III, Comte de Montbéliard, acquit du prieuré de Lanthenans le village de Goumois et encore quelques propriétés sur les rives. En 1304, son successeur, Renaud de Bourgogne, la passa, avec ses autres dépendances à son cousin Gauthier II de Montfaucon, premier seigneur de  Franquemont. Gauthier érigea un château sur les débris d’une ancienne forteresse romaine, sur l'arête qui sépare le hameau de Belfond et le Doubs. Après la mort de son fils Jean, la seigneurie et le château passèrent de nouveau aux mains des comtes de Montbéliard. Pendant son histoire compliquée, pleine de rivalités et de guerres, comme la Guerre de Bourgogne (1474-1477) et la Guerre de Trente Ans (1618-1648), la seigneurie et son château, érigée en baronnie souveraine en 1538 par Charles Quint de Lorraine pour Nicolas de Gilley, changea plusieurs fois de mains. La suzeraineté était contestée entre le prince-évêque de Bâle et les ducs de Wurtemberg, comtes de Montbéliard. De ces rivalités finalement résulta la destruction du château en 1677 par le prince-évêque de Bâle.
Par le Traité de Versailles du 11 juillet 1780, signé entre le roi de France Louis XVI et Frédéric de Wangen, prince-évêque de Bâle, ce dernier céda la souveraineté sur la rive gauche du Doubs à la France. La rive droite restait du prince-évêque. Il a été convenu que le Doubs servirait de frontière entre les deux pays. La Révolution française (1789-1799) qui marqua la fin du droit féodal, a finalement aboli la seigneurie de Franquemont quand l’évêché de Bâle fut annexé à la France en 1792 et en 1793 la principauté des évêques de Bâle a été dissoute.
En 1815 par le Traité de Vienne, la partie suisse de cette ancienne baronnie forma la communauté de Goumois en Suisse (canton du Jura), la partie française formait la communauté de Goumois en France (département du Doubs)

### Sièges
Le château de Franquemont fut assiégé par les troupes des confédérés suisses en 29 octobre 1474. Quelque 500 assiégeants étaient présents. Après un âpre siège de trois jours, les confédérés ayant gagné le fond du fossé, la garnison bourguignonne se rendit. Le château fut alors pillé par la soldatesque.
Un second siège est attesté en juin 1636. Les troupes Suédoises n'obtinrent sa prise qu'après avoir coupé la canalisation de l’approvisionnement en eau du château.

## Le château de Franquemont

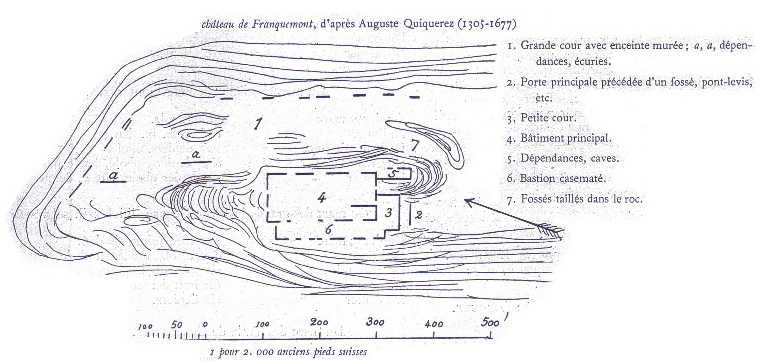
Château Franquemont en 1850 par A. Quiquierez

Description du château de 1305-1677 (Selon Auguste Quiquerez 1801-1882) :

« En suivant les irrégularités de la chaussée, le château a été construit sur deux terrasses superposées. L'entrée était située sur le flanc sud et conduisait à une grande place, entourée par des murs délimitant ainsi une cour flanquée de dépendances et d'un donjon. Le corps principal de la structure dominait le fossé et donna accès à une cour plus petite. De là, les traces d'un mur indiquent ce que devait être un bâtiment rectangulaire (environ 60 x 30 m). Ce dernier était flanqué sur le côté ouest par des structures casemate ovale, murs doubles, dont A. Quiquerez fourni un dessin datant des années 1850. Probablement une chapelle était construite sur la partie centrale de l'édifice élevé au-dessus du fossé. En outre, il y avait un puits ou une citerne dans la partie nord. »

Le dernier habitant avant la destruction du château de Franquemont en 1677 était le comte Claude de Franquemont.

## Maison de Franquemont

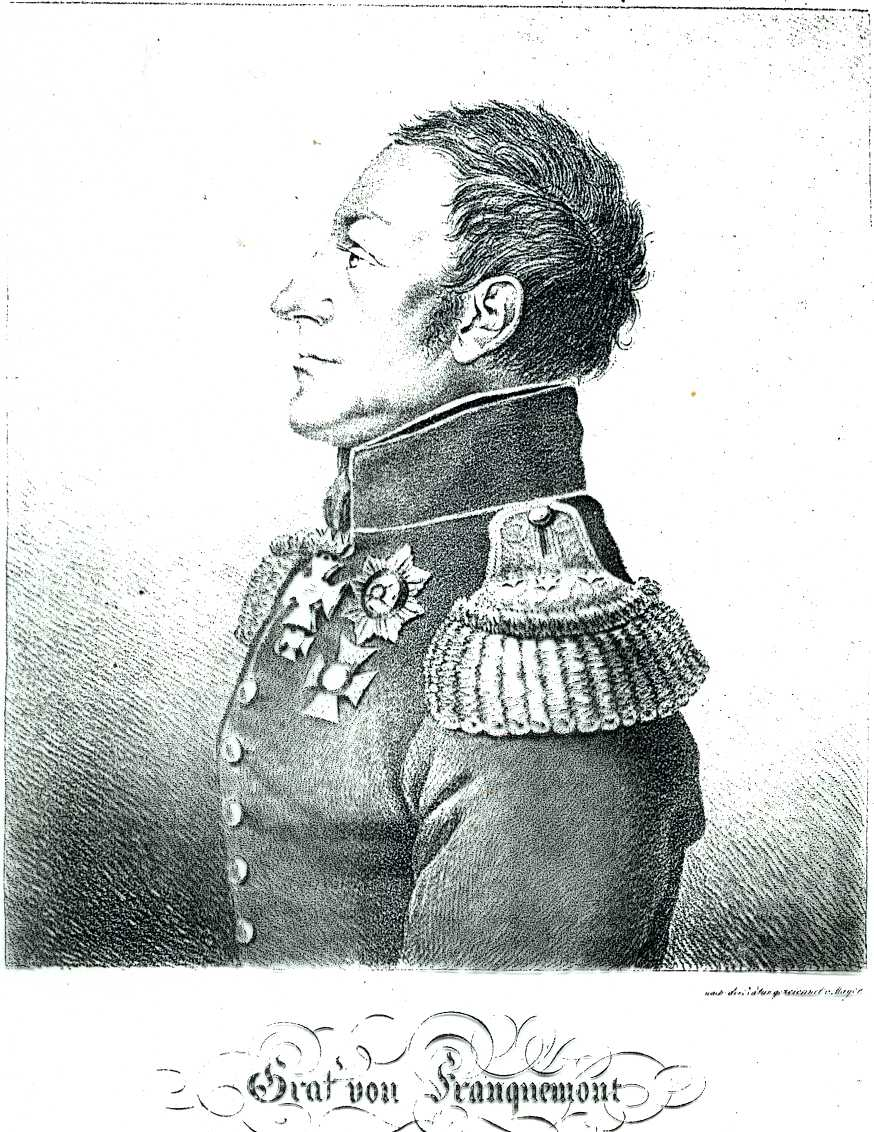
Comte Frédéric de Franquemont(1770-1842).

Plusieurs branches de la famille Franquemont ont leurs racines dans les familles de Wurtemberg et de Montbéliard. La plupart sont éteintes par l'absence d'héritiers mâles. La branche des Franquemont de Wurtemberg existe encore.
La branche de Franquemont en Franche-Comté est originaire des comtes de Montbéliard, fondée dans la maison de Wurtemberg par Étienne de Montfaucon, comte de Montbéliard (1325-1397). Son fils naturel, Henri hérite Franquemont. Parmi les plus anciennes archives, on trouve son fils Jean de Franquemont (…-1489), bailli de Montbéliard. Cette branche, seigneurs des terres de Tremoins et de Pierrefitte en partie, a continué pendant plus de dix générations, dont cinq chevaliers de l'Ordre de Saint-Georges au XVIe siècle. La terre de Han-en-Barrois, située dans le Barrois-Mouvant a été érigée en comté sous le nom de Franquemont en 1720 par le duc Léopold de Lorraine en faveur de George-Gabriel de Montbéliard comte de Franquemont, son chambellan. La dénomination Franquemont-en-Barrois provenait du fief de Franquemont sur le Doubs, dans le comté de Montbéliard, apanage premier de ses ancêtres. Il existe plusieurs alliances avec les Châtelet, d'Arbonnay, de Brunecoffen, de Maillet, d'Aspremont, de Gilley, etc. 
La branche de Franquemont en Franche-Comté est liée avec la branche de Franquemont en Wurtemberg par Henriette d´Orbe-Montfaucon, comtesse de Montbéliard. Elle hérite Montbéliard et marie Eberhard IV comte de Wurtemberg (1388-1419). Ainsi les Wurtemberg possèdent Montbéliard jusqu'à 1793.
Les Franquemont de Wurtemberg descendent de Charles II Eugène 12e duc de Wurtemberg (1728-1793). Il donna le nom Franquemont à cinq de ses fils naturels qui servaient tous comme officiers de l'armée Wurtemberg (Régiment wurtembourgeois du Cap) qui les a amenés aux Indes orientales néerlandaises avec la Compagnie néerlandaise des Indes orientales (VOC). Le frère aîné, Frédéric Guillaume commandait comme colonel le second bataillon de ce régiment. Un autre de ces frères était le général comte Frédéric de Franquemont (1770-1842). Le comte Frédéric et un de ses frères, le colonel Charles von Franquemont, furent les seuls de cette génération à revenir à Wurtemberg après avoir été emprisonnés par les Anglais à Ceylan. Hautement décoré, ce général commanda après son retour des Indes, le régiment Franquemont, premier régiment de l'armée Wurtemberg et a participé entre autres à la bataille des Nations (1813) et à la bataille de Waterloo (1815).
En 1814, il est commandant du 4e corps d'armée (autrichiens et wurtembergeois) dans le département de l'Yonne.
De 1816 jusqu'à 1829 il était ministre de Guerre de Wurtemberg. Les descendants des autres frères Franquemont ne sont retournés en Europe que plusieurs générations plus tard, lorsque les Indes orientales sont devenues indépendantes sous le nom de république d'Indonésie.

### Sources et bibliographie
En français
- CJ. Beuret-Frantz, « Le vallon de Goumois et la seigneurie de Franquemont », in Actes SJE, 1913, p. 233-292 ;
- Arnold Robert, La Seigneurie de Franquemont, Londres Spink & Son 17&18 Picadilly, 1904 ;
- Arnold Robert, La Seigneurie de Franquemont 2e Partie, Londres Spink & Son 17&18 Piccadilly, 1905 ;
- François-Alexandre de La Chenaye-Aubert, Dictionnaire généalogique, héraldique, chronologique et historique, tome II, Paris, 1753, p. 144.
- François-Alexandre de La Chenaye-Aubert, Dictionnaire de la noblesse, tome VI, Seconde édition, Paris, 1773, p. 659-660
- F.I. Dunod de Charnage, Mémoires Pour Servir à l’Histoire du Comté de Bourgogne, Besançon M.DCC.XL., p. 259-260
- Gilles Accard, Ruedi Kunzmann, Le monnayage de la Seigneurie de Franquemont,  Shweizerische Numismatische Rundschau 93, 2014, pp. 131-162

En allemand
- (en) Deutschen Adels Lexicon, Band III, 1975, Dor-F
- (en) Neues allgemeines Deutsches Adels-Lexicon, Dritter Band 1861